# Icaia cygnus
Icaia cygnus är en insektsart som beskrevs av James Norman Zahniser och Hicks 2007. Icaia cygnus ingår i släktet Icaia och familjen dvärgstritar. Inga underarter finns listade i Catalogue of Life.